# Ботня
Ботня — деревня в Тульской области России. С точки зрения административно-территориального устройства входит в Ботнинский сельский округ, Алексинский район, является административным центром. В плане местного самоуправления входит в состав муниципального образования город Алексин.

## География
Ботня находится в северо-западной части региона, в пределах северо-восточного склона Среднерусской возвышенности, в подзоне широколиственных лесов, на реке Ботинка, при региональной автодороге 70К-021, южнее дер. Абрютино и севернее дер. Божениново. на расстоянии примерно 6 километров (по прямой) к востоку от города Алексина, административного центра округа.
Абсолютная высота — 202 метра над уровнем моря.

### Климат
Климат на территории Ботня, как и во всём районе, характеризуется как умеренно континентальный, с ярко выраженными сезонами года. Средняя температура воздуха летнего периода — 16 — 20 °C (абсолютный максимум — 38 °С); зимнего периода — −5 — −12 °C (абсолютный минимум — −46 °С).
Снежный покров держится в среднем 130—145 дней в году.
Среднегодовое количество осадков — 650—730 мм.

## История
- Согласно писцовой книге 1628 г. Ботня (Ботна) в составе Сотинского стана Алексинского уезда принадлежит Гаврилу Ивановичу Бобрищеву-Пушкину и Григорию Ивановичу Спицыну.
- Согласно переписной книге 1646 г., писцовой книге 1685 г., ревизиям 1709, 1720 и 1748 г. — помещичье владение, была разделена между несколькими родственниками из рода Бобрищевых-Пушкиных.
- Согласно писцовой книге 1685 г. Ботня (или часть Ботни) принадлежала Николаю Бобрищеву-Пушкину.
- По ревизии 1782 г. небольшая часть крестьян принадлежала Ивану Архиповичу Бобрищеву-Пушкину, остальные — Алексею Федотовичу Алаеву или вдове Татьяне Сергеевне Есиповой.
- По ревизиям 1795, 1811 и 1816 г. владельцы крестьян — представители родов Савиновых (вместе с с. Соломасово) и Бобрищевых-Пушкиных (вместе с деревней Горушки).
- По ревизии 1850 г. владелица Ботни — княгиня Анна Ивановна Вадбольская (вместе с с. Соломасово).

С конца XVIII в. и по состоянию на 1913 г. — сельцо в составе Стрелецкой волости Алексинского уезда.
Было приписано к церковному приходу в Вашане.

## Население
| 2002 | 2010 |
| ---- | ---- |
| 390  | ↘363 |

Согласно результатам переписи 2002 года, в национальной структуре населения русские составляли 91 % из 390 чел..

## Инфраструктура
Ботнинский сельский дом культуры, Алексинский ДОК (деревообрабатывающее предприятие).

## Транспорт
Деревня доступна автотранспортом. Остановка общественного транспорта «Ботня».